# Empusa fasciata
Empusa fasciata är en bönsyrseart som beskrevs av Gaspard Auguste Brullé 1832. Empusa fasciata ingår i släktet Empusa och familjen Empusidae. Inga underarter finns listade i Catalogue of Life.

## Utseende
Bönsyrsan Empusa fasciata har ett starkt avsmalnande huvud, ovala fasettögon, hakförsedda framben och en en lång och tunn mellankropp. Den ofta kraftiga rundningen i bakkroppen gör att mellankroppen ser ännu längre ut.
Delar av benen och bakkroppen är försedda med lobuler, vilka fungerar som kamouflage. Artens mycket avvikande kroppsform, liksom dess gulgrönrandia ben, gör att den är väl kamouflerad i vegetationen och endast igenkännlig när den rör sig.
Denna bönsyrsa kan växa till 15 cm längd.

## Utbredning och livscykel
Arten kan påträffas från västra Asien till nordöstliga Italien, och den är vanligast i de södra delarna av Balkan. Enligt vissa förekommer den även i södra Iran till norra Indien.
Den fördrar heta och torra platser. Vid den adriatiska kusten syns den i första hand på sydligt liggande sluttningar med karst och flysch, vilket är områden som också arten bönsyrsa uppträder i.
I Kroatien och runt Triestebukten når den sitt adulta stadium i maj. Parning kan ske ett antal gånger, och honorna lägger sina ägg på olika växter. De adulta hanarna dör snart efter parningen, de adulta honorna en kort tid efter äggläggningen. Individer kan överleva utan mat i cirka 30–40 dagars tid.
Nymferna kläcks i juli månad och övervintrar innan de når sitt adulta stadium mellan mars och maj. Nymferna har ofta en slående likhet med blommorna hos  tätblommig jordrök, som i utbredningsområdet blommar under mars och april.

## Diet och beteende
Empusa fasciata livnär sig på olika slags insekter, inklusive larver och harkrankar. Den kan ibland även fånga och äta små reptiler och groddjur. Arten är framgångsrik med snabba attacker på snabbflygande insikter.
Individerna av båda könen är bevingade, men de flyger dåligt och kan lätt fångas för hand.

## Galleri

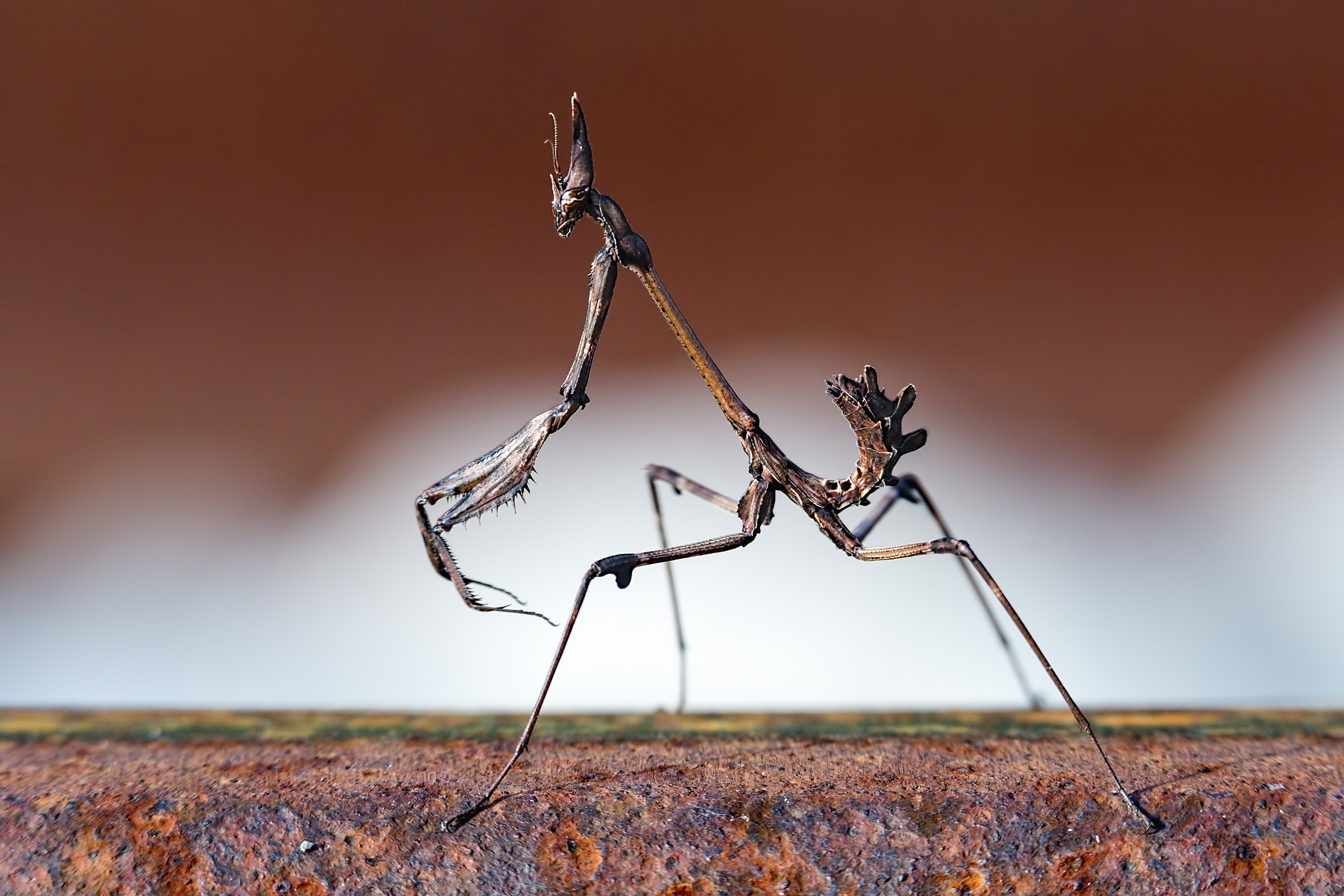
Individ på järnvägsräls i södra Grekland
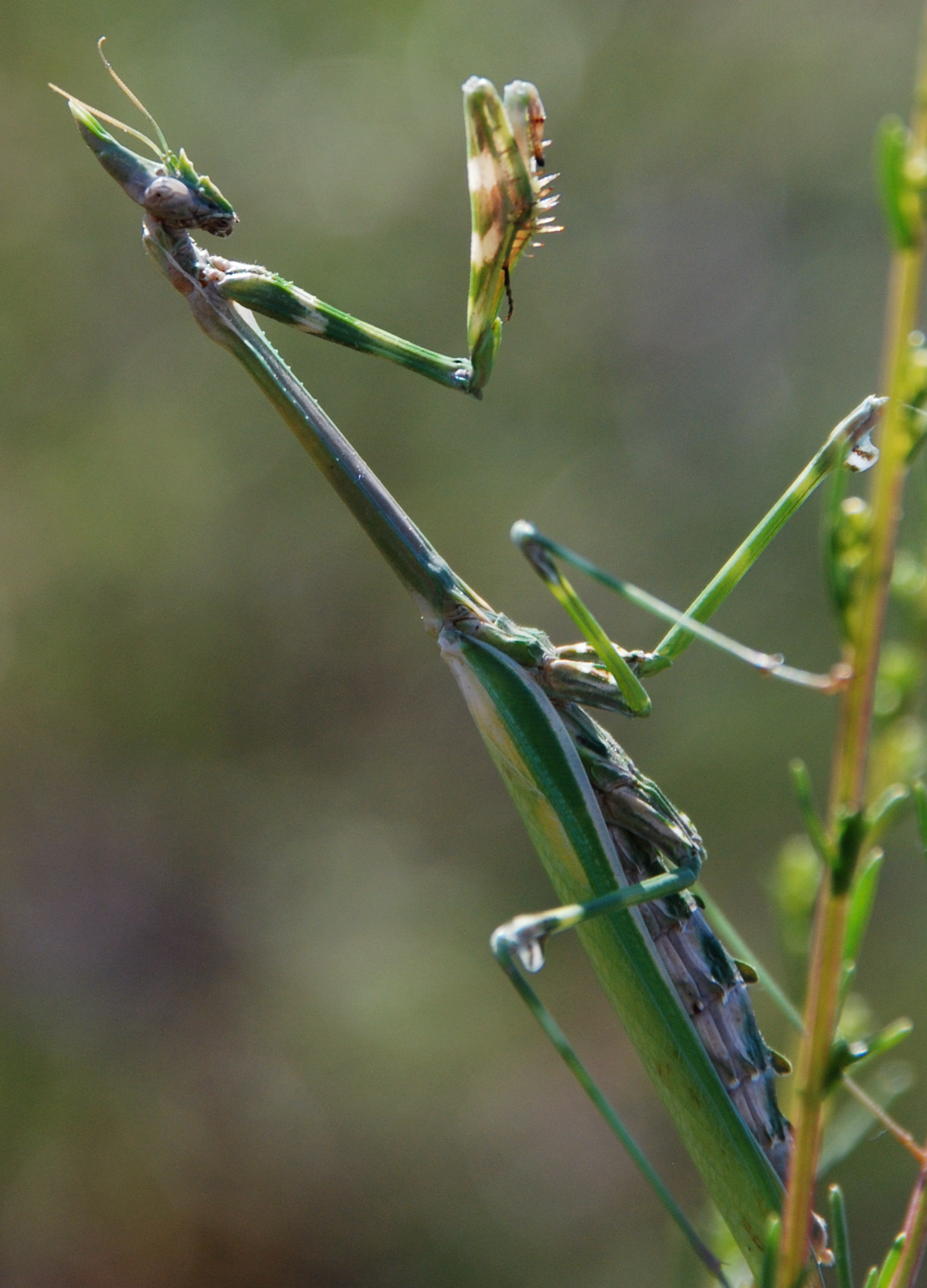
Adult hona
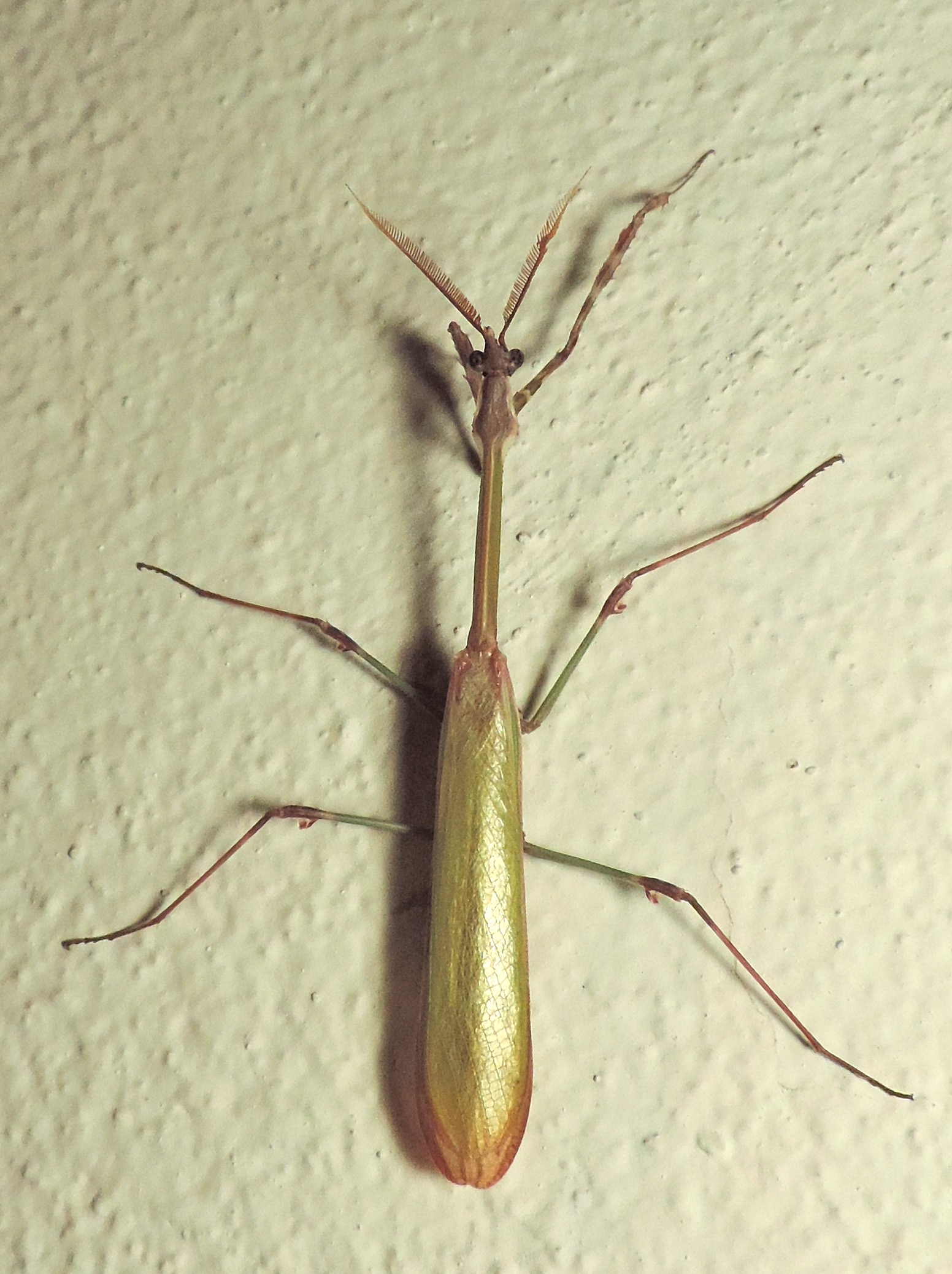
Adult hane
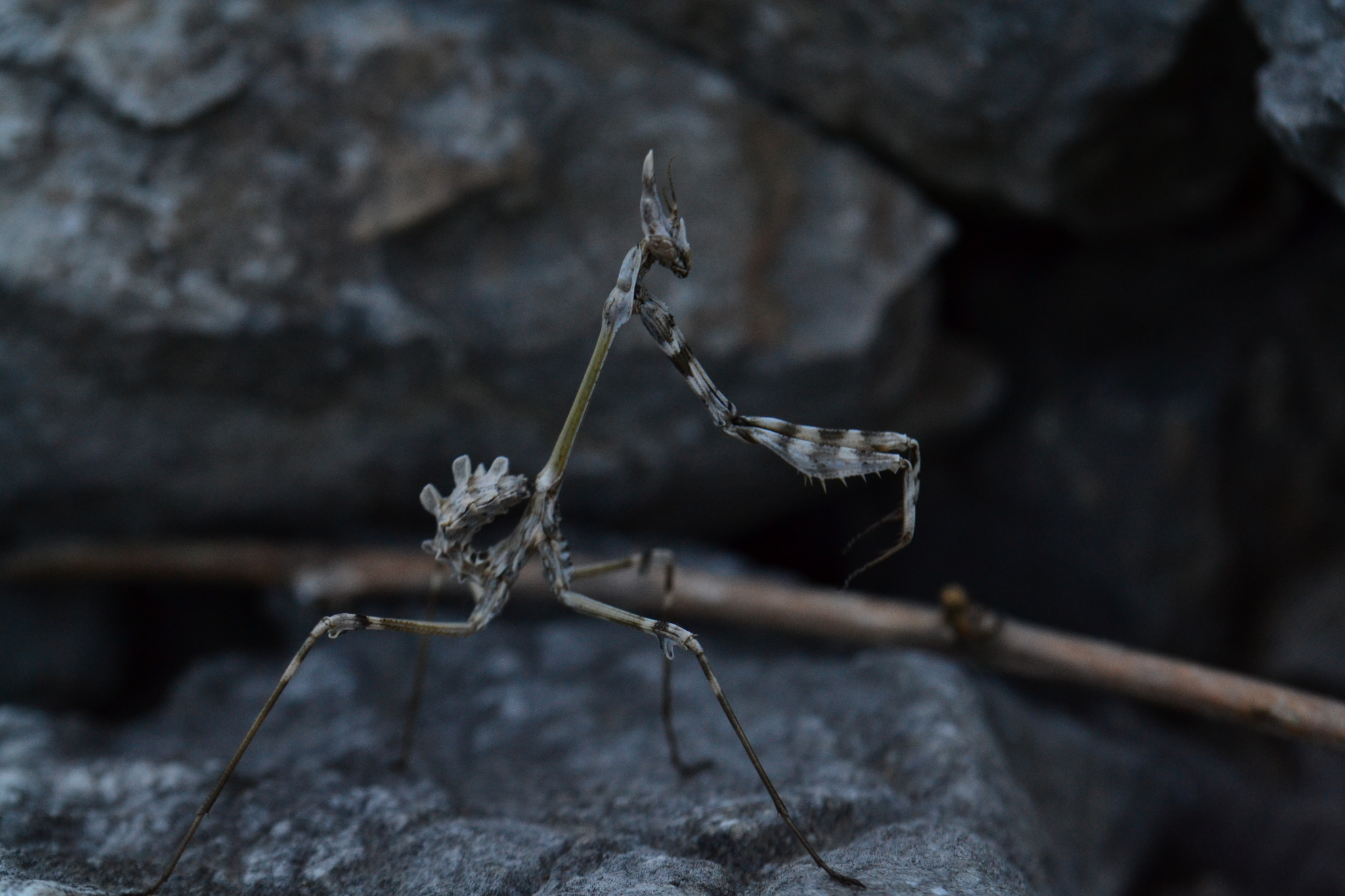
Grå nymf
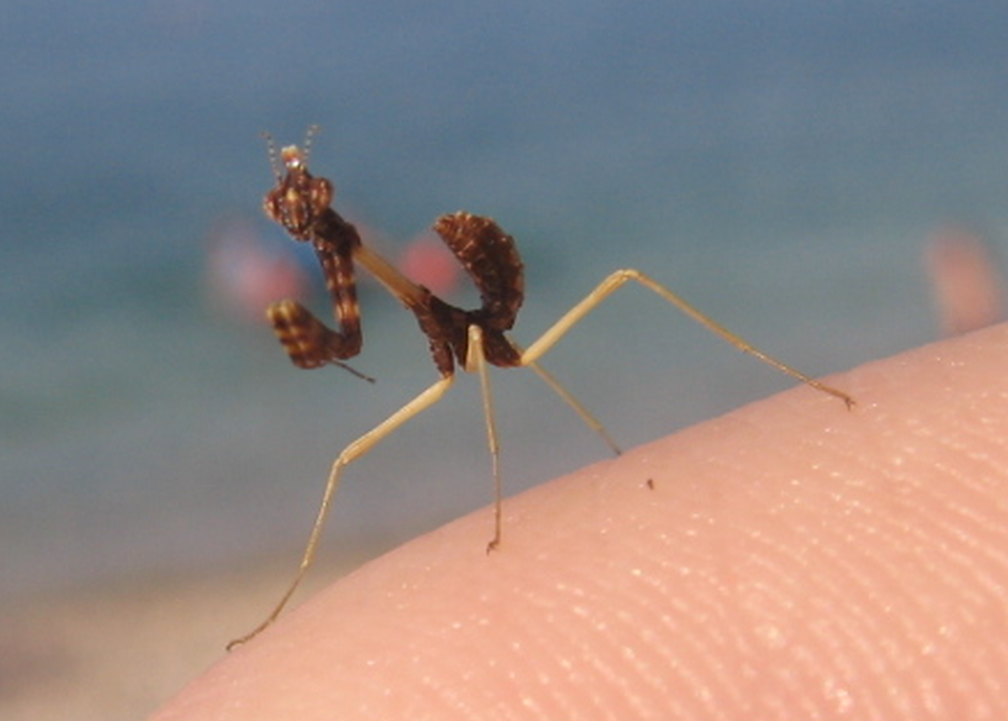
Brun nymf
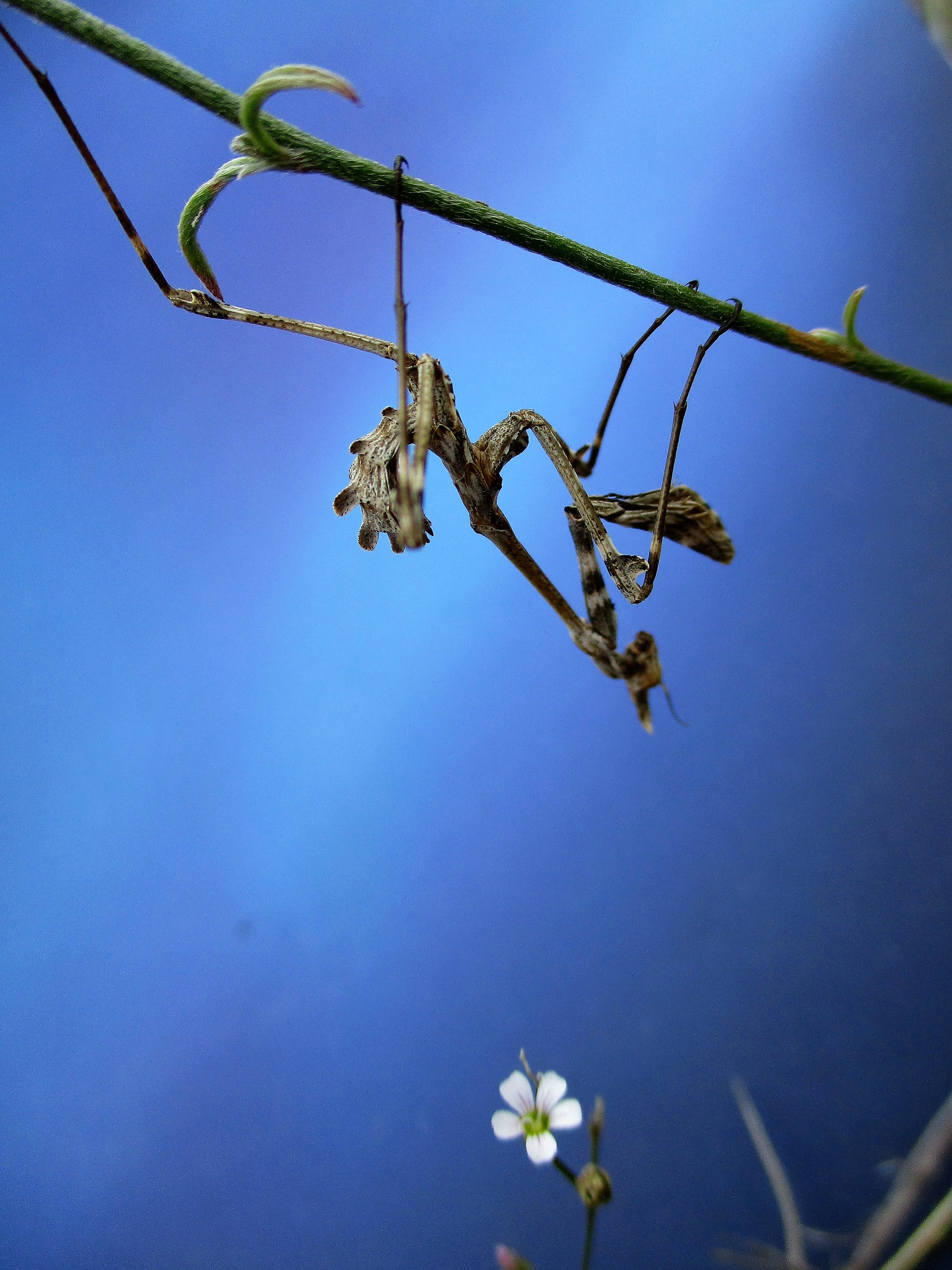
Grön nymf